# Corpuscularismo
El corpuscularismo es una teoría física que supone que toda la materia está compuesta de corpúsculos (partículas diminutas o porción muy pequeña de materia). La teoría cobró importancia en el siglo XVII; entre los principales corpuscularistas estaban Thomas Hobbes, René Descartes, Pierre Gassendi, Robert Boyle, Isaac Newton, y John Locke.

## Visión general
El corpuscularismo es similar a la teoría del atomismo, excepto que cuando se suponía que los átomos eran indivisibles, los corpúsculos en principio podían dividirse. De esta manera, por ejemplo, se teorizó que el mercurio podría penetrar en los metales y modificar su estructura interna, un paso en el camino hacia la producción de oro por transmutación. El corpuscularismo fue asociado por sus principales defensores con la idea de que algunas de las propiedades que los objetos parecen tener son artefactos de la mente que percibe: cualidades "secundarias", a diferencia de las cualidades "primarias". El corpuscularismo se mantuvo como una teoría dominante durante siglos y fue mezclado con la alquimia por los primeros científicos como Robert Boyle e Isaac Newton en el siglo XVII. 
En su obra El químico escéptico (1661), Boyle abandonó las ideas aristotélicas de los elementos clásicos: tierra, agua, aire y fuego en favor del corpuscularismo. En su obra posterior, El origen de las formas y cualidades (1666), Boyle utilizó el corpuscularismo para explicar todos los conceptos aristotélicos principales, marcando una desviación del aristotelismo tradicional.
El filósofo Thomas Hobbes utilizó el corpuscularismo para justificar sus teorías políticas en Leviatán. Fue utilizado por Newton en su desarrollo de la teoría corpuscular de la luz, mientras que Boyle lo utilizó para desarrollar su filosofía mecánica corpuscular, que sentó las bases de la Revolución Química .

## Corpuscularismo alquímico
William R. Newman remonta los orígenes del cuarto libro de Aristóteles, Meteorología . Las exhalaciones "secas" y "húmedas" de Aristóteles se convirtieron en el ' azufre ' y ' mercurio ' del alquimista islámico del siglo VIII, Jābir ibn Hayyān (721–815). La Summa perfectionis de Pseudo-Geber contiene una teoría alquímica en la que los corpúsculos unificados de azufre y mercurio, que se diferencian en pureza, tamaño y proporciones relativas, forman la base de un proceso mucho más complicado.

## Importancia al desarrollo de teoría científica moderna
Varios de los principios que proponía el corpuscularismo se convirtieron en principios de la química moderna. 
- La idea de que los compuestos pueden tener propiedades secundarias que difieren de las propiedades de los elementos que se combinan para hacerlos se convirtió en la base de la química molecular .
- La idea de que los mismos elementos se pueden combinar de manera predecible en diferentes proporciones usando diferentes métodos para crear compuestos con propiedades radicalmente diferentes se convirtió en la base de la estequiometría, la cristalografía y los estudios establecidos de síntesis química .
- La capacidad de los procesos químicos para alterar la composición de un objeto sin alterar significativamente su forma es la base de la teoría de los fósiles a través de la mineralización y la comprensión de numerosos procesos metalúrgicos, biológicos y geológicos.